# Зондома
Зондома (фр. Zondoma) — одна з 45 провінцій Буркіна-Фасо. Входить до складу Північної області. Адміністративний центр провінції — місто Гурсі. Площа провінції становить 1 758 км².

## Населення
За даними на 2013 рік чисельність населення провінції становила 209 738 осіб.
Динаміка чисельності населення провінції по роках:
| 1996   | 1997   | 2005   | 2006   | 2013   |
| ------ | ------ | ------ | ------ | ------ |
| 127654 | 127580 | 161032 | 168955 | 209738 |

## Адміністративний поділ
В адміністративному відношенні поділяється на 5 департаментів:
- Бассі
- Бусу
- Гурсі
- Леба
- Туго